# ایستگاه متروی رایسلیپ گاردنز
ایستگاه رایسلیپ گاردنز(به انگلیسی: Ruislip Gardens tube station) یک ایستگاه از خط مرکزی و از خطوط متروی لندن است.که در منطقه ۵ متروی لندن قرار دارد و در ۹ ژوئیه ۱۹۳۴ افتتاح شده است.این ایستگاه سالانه ۶۳۶٬۰۰۰ مسافر جابجا می‌کند

## نگارخانه

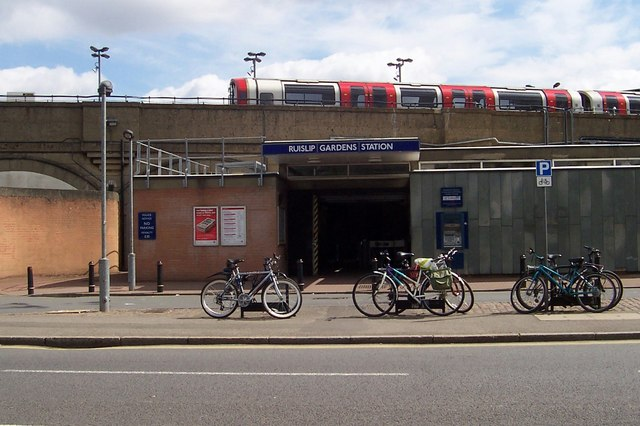
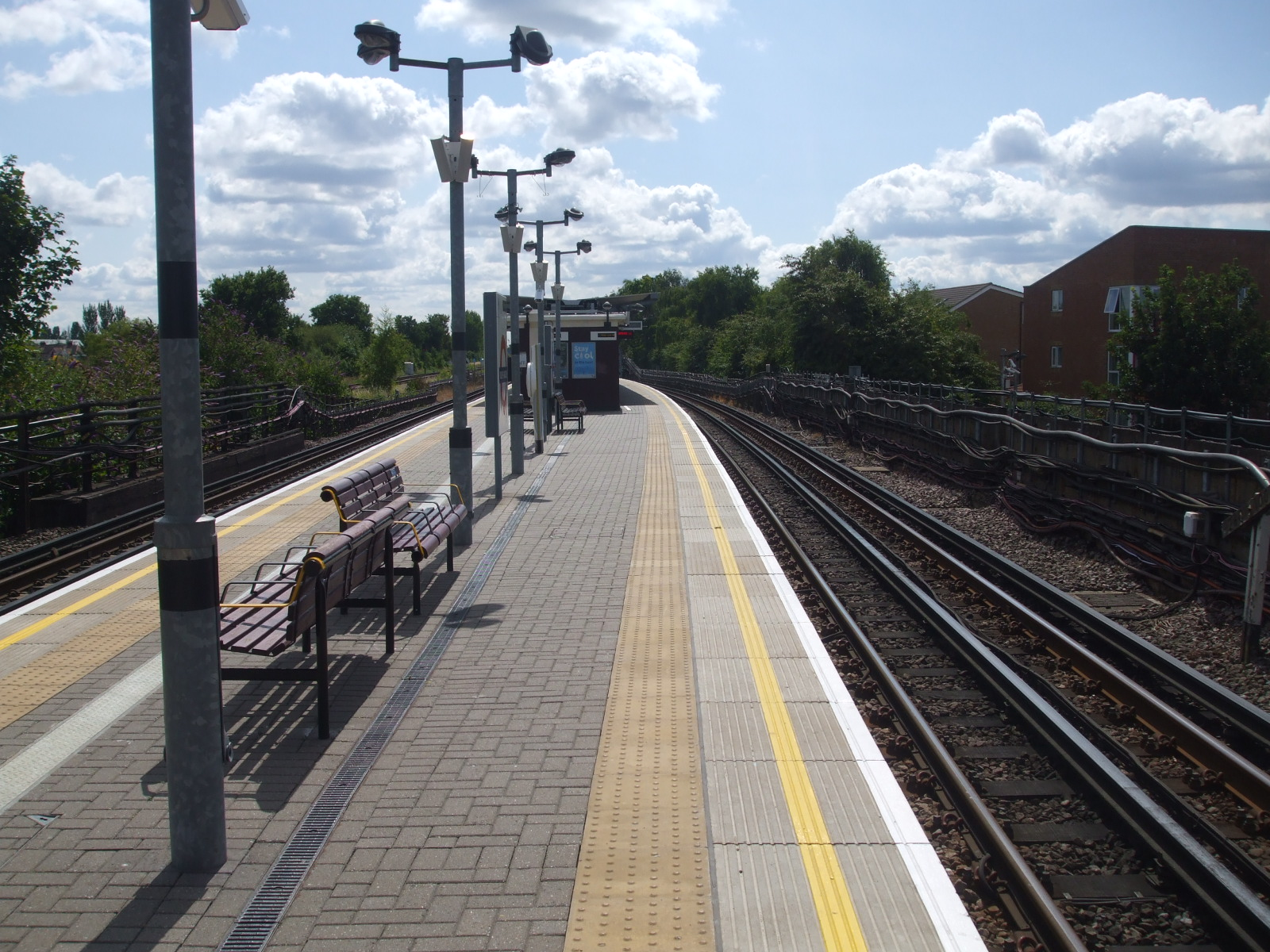
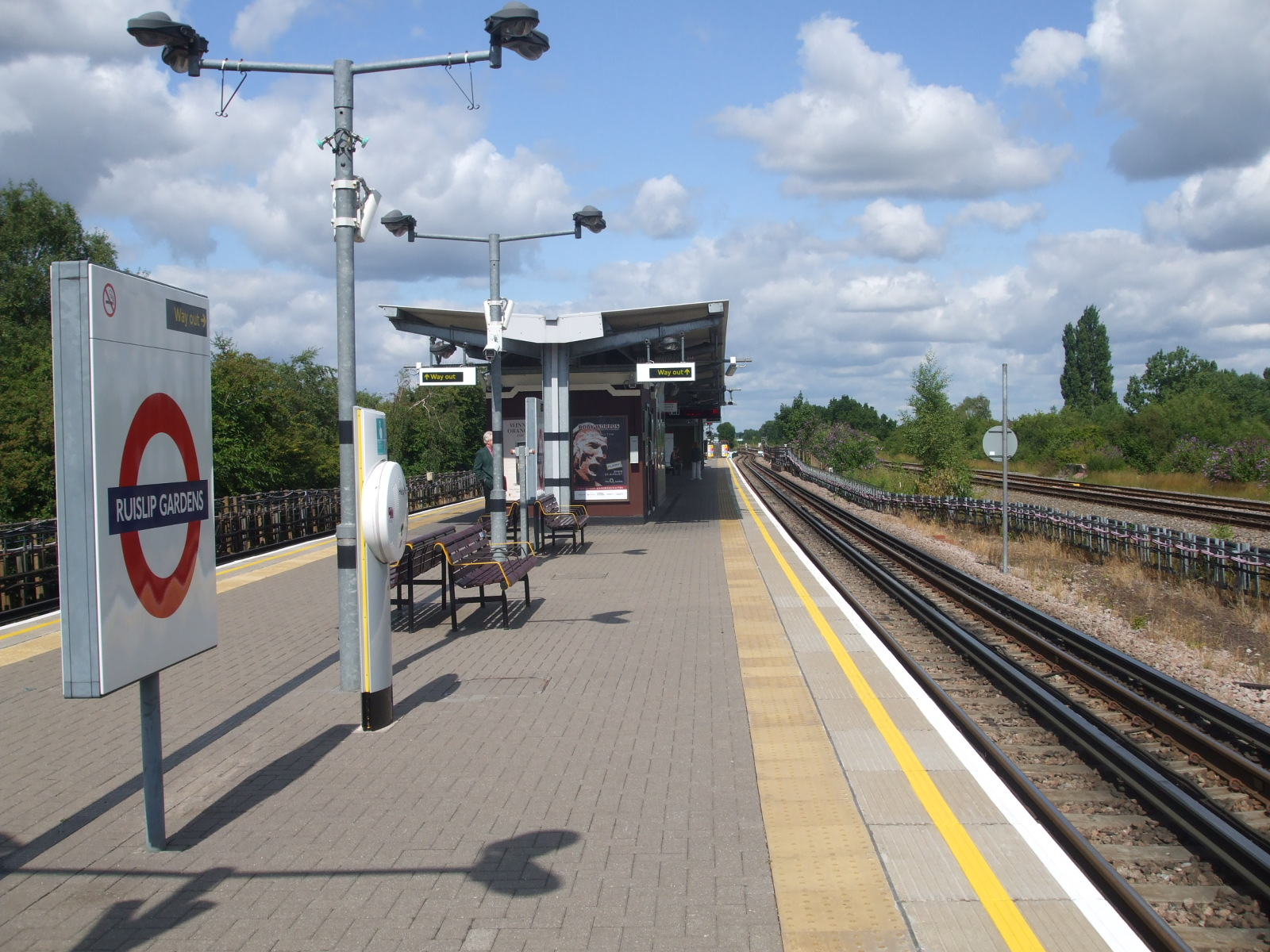
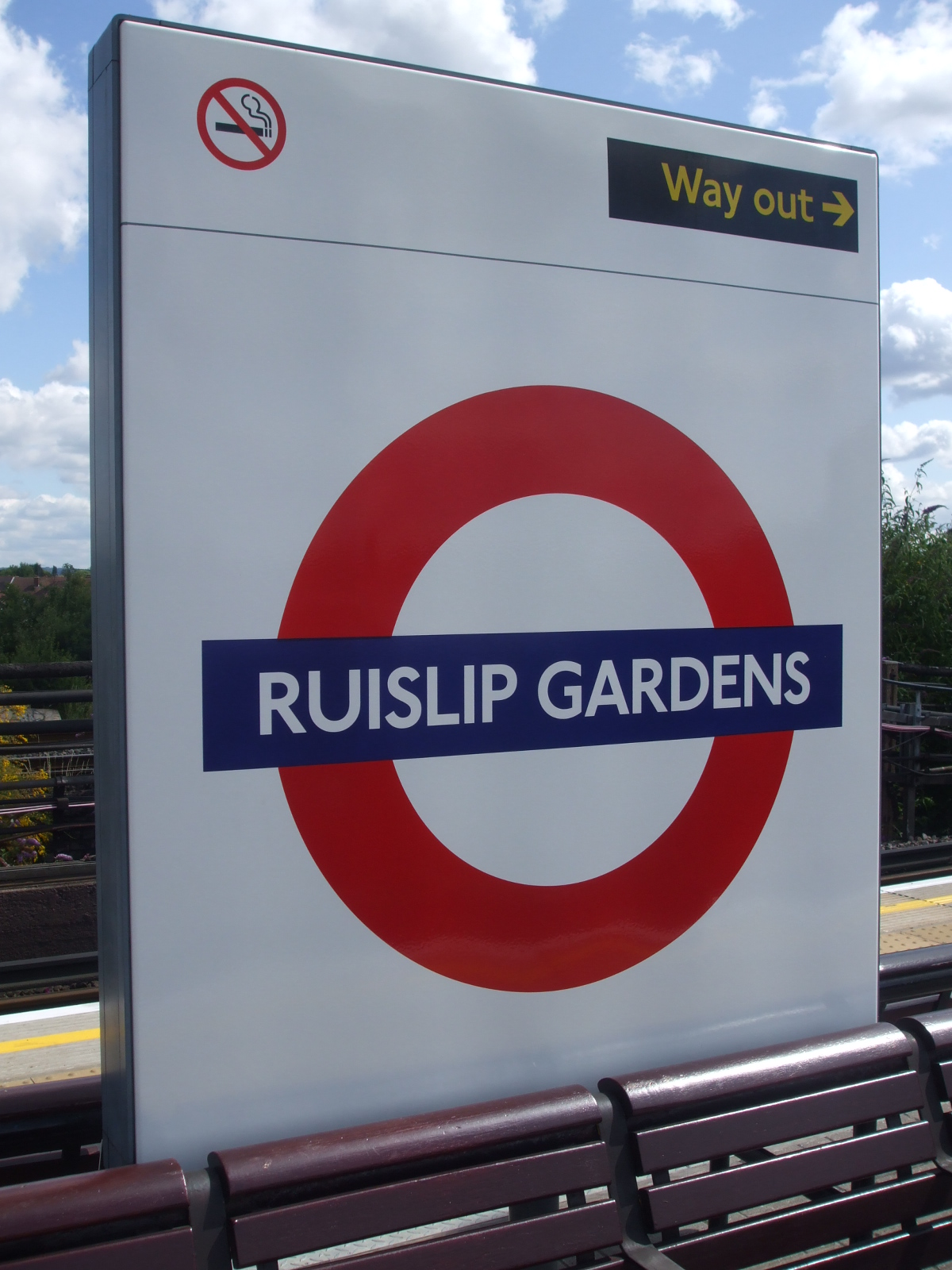
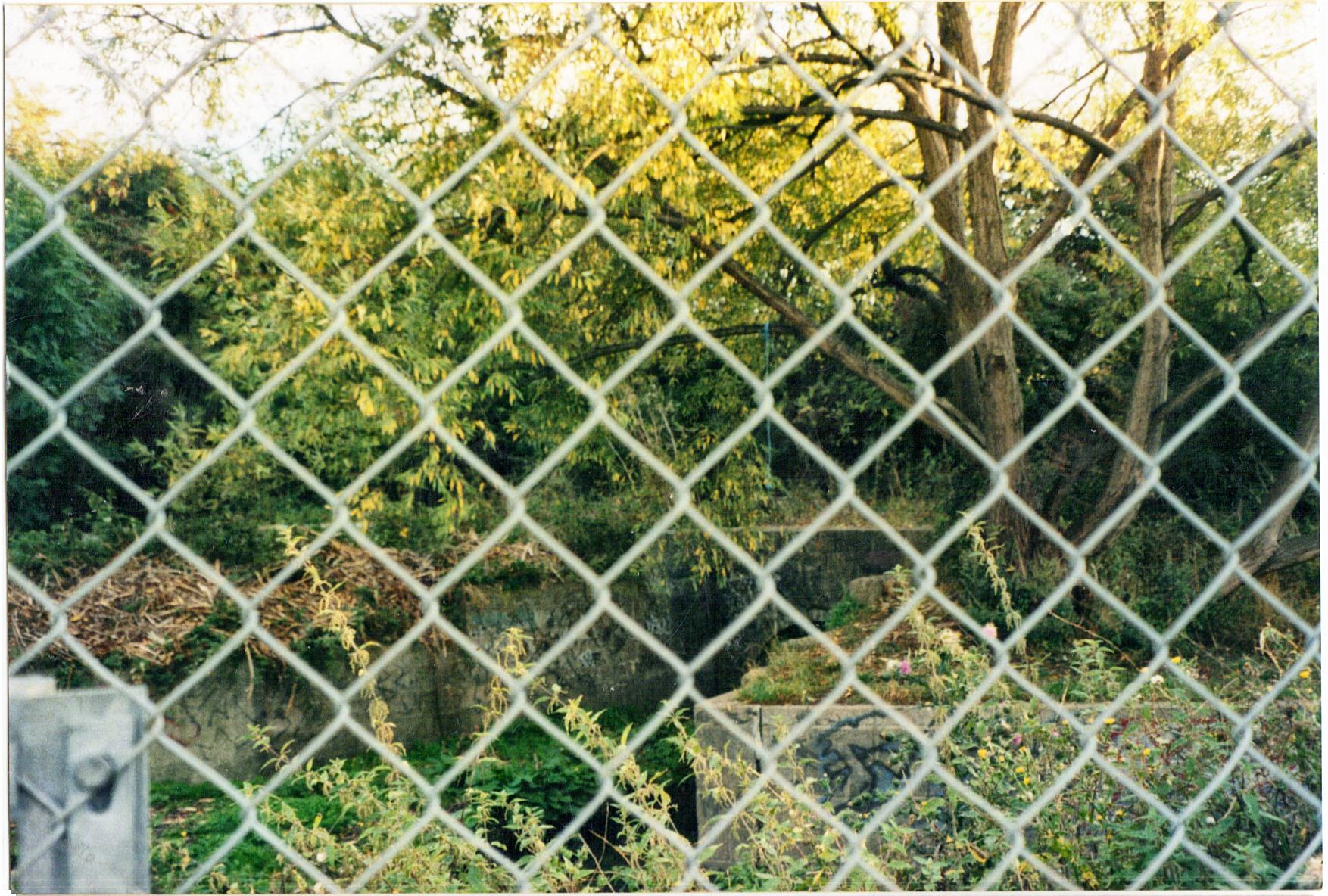